# Дьомінська
Дьо́мінська (рос. Дёминская) — присілок у складі Березовського району Ханти-Мансійського автономного округу Тюменської області, Росія. Входить до складу Березовського міського поселення.
Населення — 33 особи (2010, 69 у 2002).
Національний склад станом на 2002 рік: ханти — 78 %.